# Takashi Onishi
Takashi Onishi (Ehime, 16 oktober 1971) is een voormalig Japans voetballer.

## Carrière
Takashi Onishi speelde tussen 1994 en 2002 voor Sanfrecce Hiroshima, Kyoto Purple Sanga en Ehime FC.

## Statistieken
| Japan   | Japan               | Japan            | League | League | Emperor's Cup | Emperor's Cup | J-League Cup | J-League Cup | Totaal | Totaal |
| Seizoen | Club                | League           | Wed.   | Goals  | Wed.          | Goals         | Wed.         | Goals        | Wed.   | Goals  |
| ------- | ------------------- | ---------------- | ------ | ------ | ------------- | ------------- | ------------ | ------------ | ------ | ------ |
| 1994    | Sanfrecce Hiroshima | J. League 1      | 0      | 0      | 0             | 0             | 0            | 0            | 0      | 0      |
| 1995    | Sanfrecce Hiroshima | J. League 1      | 17     | 0      | 0             | 0             | -            | -            | 17     | 0      |
| 1996    | Sanfrecce Hiroshima | J. League 1      | 0      | 0      | 0             | 0             | 0            | 0            | 0      | 0      |
| 1997    | Kyoto Purple Sanga  | J. League 1      | 4      | 0      | 0             | 0             | 0            | 0            | 4      | 0      |
| 1998    | Ehime FC            | Regional Leagues |        |        | -             | -             | -            | -            | 0      | 0      |
| 1999    | Ehime FC            | Regional Leagues |        |        | 1             | 0             | -            | -            | 1      | 0      |
| 2000    | Ehime FC            | Regional Leagues |        |        | 1             | 0             | -            | -            | 1      | 0      |
| 2001    | Ehime FC            | Football League  | 15     | 0      | 2             | 0             | -            | -            | 17     | 0      |
| 2002    | Ehime FC            | Football League  | 7      | 0      | 2             | 0             | -            | -            | 9      | 0      |
| Totaal  | Totaal              | Totaal           | 43     | 0      | 7             | 0             | 0            | 0            | 50     | 0      |